# Runderlap

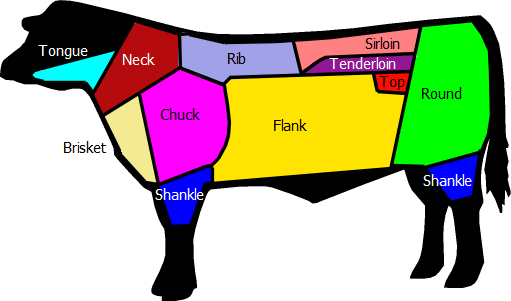

Een runderlap of osselap (in het Frans: escalope de bœuf) is een stuk rundvlees dat behoort tot de relatief goedkopere rundvleessoorten. Runderlappen worden meestal gestoofd, hoewel bijvoorbeeld sukadevlees van runderen met een uitstekende kwaliteit ook goed en smakelijk rood gebakken kan worden.
Runderlappen kunnen gesneden worden van de volgende delen:
1. De fijne of dikke rib en wordt dan meestal riblap genoemd.
2. De schouder (chuck) en wordt dan de sukadelap genoemd.
3. De borst (naborst, puntborst en borst), waar doorregen en vette runderlappen uit worden gesneden.
4. De vang (flank), ook een doorregen runderlap.
5. De klaprib (brisket), eveneens doorregen.
6. De voorschenkel (shankle).

Deze volgorde is ook de volgorde van kwaliteit, waarbij 1. de hoogste kwaliteit bezit, als tenminste kwaliteit wordt uitgedrukt in de stoofduur. Riblappen hebben de minste tijd nodig. Over smaak valt te twisten. Daarbij speelt ook de herkomst en wijze van mesten van het rund een belangrijke rol.